# Кин (Калифорнија)
Кин (енгл. Keene) насељено је место без административног статуса у америчкој савезној држави Калифорнија.

## Демографија
По попису из 2010. године број становника је 431, што је 92 (27,1%) становника више него 2000. године.
| Група             | 2000.       | 2010.       |
| Белци             | 268 (79,1%) | 362 (84,0%) |
| Афроамериканци    | 9 (2,7%)    | 2 (0,5%)    |
| Азијати           | 0 (0,0%)    | 8 (1,9%)    |
| Хиспаноамериканци | 37 (10,9%)  | 47 (10,9%)  |
| Укупно            | 339         | 431         |